# 石井一貴
石井 一貴（いしい かずたか、8月19日 - ）は、日本の男性声優。アイムエンタープライズ所属。神奈川県出身。

## 来歴
代々木アニメーション学院、日本ナレーション演技研究所卒業。

## 人物
趣味・スポーツは読書、ゲーム。特技は読書及びゲームの長時間耐久、子供に遊んでもらう事、剣道。資格は剣道初段、書道二段。

## 出演
太字はメインキャラクター。

### テレビアニメ
2001年
- ギャラクシーエンジェル（ピッチャー）

2003年
- フルメタル・パニック? ふもっふ（生徒）

2004年
- 砂ぼうず（部下）

2005年
- GIRLSブラボー second season（男子生徒A）
- SHUFFLE!（医者）
- フルメタル・パニック! The Second Raid（五十嵐）

2006年
- 女子高生 GIRL'S-HIGH（ヒロシ）

2007年
- Over Drive（観客）
- 風のスティグマ（シード）
- SHUFFLE! MEMORIES（医者）
- 素敵探偵ラビリンス（男客、ホスト）
- 桃華月憚（キツネ2、男子生徒）
- ロミオ×ジュリエット（兵）

2008年
- CLANNAD -クラナド-（他校生、男性客）
- ケロロ軍曹（アンチャン、ラクガキの住人）
- シゴフミ（男友達）
- 純情ロマンチカ2（学生）
- 隠の王（クラスメイト）
- のらみみ2（タケ夫）
- のだめカンタービレ 巴里編（袖無し）

2009年
- CLANNAD 〜AFTER STORY〜（客、生徒）
- とらドラ!（男子生徒A）
- Phantom 〜Requiem for the Phantom〜（観光客）

2010年
- SDガンダム三国伝 Brave Battle Warriors（孔明リ・ガズィ、ナレーション）

2012年
- 機動戦士ガンダムAGE（シャーウィー・ベルトン、エル・トニーズ、連邦軍管制官、研究員）
- 新世界より
- めだかボックス（柔道部員）

2013年
- 私がモテないのはどう考えてもお前らが悪い!（中学生、英語教師、コーヒー店員、男子生徒）

2015年
- 俺物語!!（男子生徒2、男子生徒1）
- バトルスピリッツ 烈火魂（藤白景勝）
- ランス・アンド・マスクス（通行人たち）

2016年
- ガーリッシュナンバー（クースレ原作者・角倉、ファンA）

2017年
- BORUTO-ボルト- -NARUTO NEXT GENERATIONS-（2017年 - 、鎌倉ゴンゴロウ / 景政）

2019年
- 荒野のコトブキ飛行隊（黒マスク）

### 劇場アニメ
- パッテンライ!! 〜南の島の水ものがたり〜[3]（2008年）

### OVA
- よつのは（2008年、審判）

### Webアニメ
- アニメで分かる心療内科（2015年、男、男B、青年、受付B）
- ウマ娘 プリティーダービー ROAD TO THE TOP（2023年、観客）

### ゲーム
2002年
- 放課後の怪談 彼らの棲む場所（2002年、木下亨）

2003年
- 少女義経伝（廉也）

2004年
- アカイイト（ケイ、羽藤白花）
- 帝国千戦記（陶青樺）

2005年
- Answer Dead（黒の王 / 白の王）
- サムライスピリッツ 天下一剣客伝（橘右京、タムタム、アンドリュー）
- 少女義経伝・弐 〜刻を超える契り〜（仮面の男）

2006年
- Spell Down（地伊勝雲）
- 転生八犬士封魔録（藤岡健吾）

2007年
- ソウルクレイドル 世界を喰らう者（イード〈?〉）
- ファイアーエムブレム 暁の女神（セフェラン）

2009年
- とらドラ・ポータブル!
- 蘭島物語 レアランドストーリー 少女の約定（ルーイ）

2015年
- 東京陰陽師 〜天現寺橋怜の場合〜 V Edition（バサラ）

2017年
- ファイアーエムブレム ヒーローズ（セフェラン）

2018年
- カタハネ ―An' call Belle―（ヴァレリー・ジャカール）
- ブラウンダスト（2018年 - 2022年、ヒジン、クロセル）

2024年
- ユニコーンオーバーロード（傭兵（タイプD）/ NPC）

### 吹き替え

#### 映画
- デッドコースター（ティム・カーペンター）※テレビ版

#### ドラマ
- ER XIII 緊急救命室（トッド〈マエストロ・ハレル〉） #287
- ER XIV 緊急救命室（ケイシー・バーンズ〈アンドリュー・ジェームズ・アレン〉） #292
- WITHOUT A TRACE/FBI 失踪者を追え! #105
- ミス・マープル4 なぜ、エヴァンズに頼まなかったのか?（トム・サベッジ〈フレディ・フォックス〉）
- 名探偵モンク7（ルディ・スミス） #5

### ラジオ
- Rootのここ壺ラジオ
- livedoor on air

### ラジオドラマ
- VOMIC
  - GANTZ（ジュニアねぎ星人）
  - CRASH!（紫ノ塚怜）
  - ヘタコイ（駒井勇）

### CD
- 音盤サムライスピリッツ 天下一剣客伝･零の巻（橘右京、タムタム、アンドリュー）
- ヴォーカルユニット・ROOT（他メンバー：下野紘、宮本克哉）
  - CLOVER
  - 風夏

### ドラマCD
- アインザッツ（里比太）
- GetBackers-奪還屋-永遠の絆を奪り還せ!編2〜Bug’s Karma〜（蟷螂族）
- Sound of Raindrops（田辺せいじ）
- ソウルクレイドル ドラマCD 〜宮廷魔術師ヨードの華麗なる!大冒険〜（ヨード〈イード〉）
- Death&Angel〜最後の審判〜 The Last Judgment ステージⅠ（アルジェン）
- Death&Angel〜最後の審判〜 The Last Judgment ステージII（アルジェン）
- とらドラ! Drama CD Vol.1（男子生徒A）
- ほしがりません! 勝つまでは（生徒）
- よつのは（結城誠）

### BLCD
- シューティスト-shootist-
- 帝国千戦記（陶青樺）

### オーディオドラマ
- 中田ステーションセブン（2018年[8]、岡野孝幸[9]）
- クレシェンド（2019年[10][11] - 2020年[12]、寺田[13][14][15]）

### オーディオブック
- 悪人 上巻・下巻（2017年、柴田一二三）
- やはり俺の青春ラブコメはまちがっている。 全17巻（2019年 - 2020年、朗読）
- 虐殺器官（2020年、朗読）